# Arturo Medina
Arturo Medina, född 30 juni 1898, död 29 oktober 1986, var en friidrottare från Chile. Han deltog vid olympiska sommarspelen 1920 och olympiska sommarspelen 1928.